# Pravo na naknadu zarade ili plate za vreme porodiljskog odsustva
Pravo na naknadu zarade ili plate za vreme porodiljskog odsustva jedno je od prava iz oblasti socijalne zaštite koje ostvaruju isključivo zaposleni kod poslodavca, odnosno lica koja su zasnovala radni odnos, na neodređeno ili određeno vreme, po osnovu ugovora o radu, odnosno donošenjem odgovarajućeg rešenja, ako se radi o zaposlenom u državnim organima.

## Primena
Ovo pravo se može primetiti  pod jednim od sledećih uslova:
- da je roditelj zaposlen i da poseduje određen staž osiguranja u trenutku rođenja deteta (nezavisno od dužine prethodnog staža osiguranja).
- da zaposleni koji je zasnovao radni odnos nakon rođenja deteta, nije bio zaposlen u trenutku rođenja deteta. Uslov da ovaj zaposleni ostvari pravo na naknadu jeste da je u poslednjih 18 meseci koji prethode otpočinjanju odsustva po zasnivanju radnog odnosa, ostvarivao prihode koji imaju karakter zarade, na koje su plaćeni doprinosi za obavezno socijalno osiguranje.

Zakonom je propisano da naknadu zarade, odnosno plate za vreme porodiljskog odsustva i odsustva radi posebne nege deteta, za decu različitog reda rođenja, mogu istovremeno koristiti oba roditelja. Ovu odredbu treba razumeti tako da pravo na naknadu zarade, odnosno plate, ima majka za vreme porodiljskog odsustva, a pravo na naknadu zarade, odnosno plate za vreme odsustva zbog posebne nege drugog, starijeg deteta, ima otac. Podrazumeva se da otac ispunjava druge propisane uslove za ostvarivanje prava na naknadu zarade, odnosno plate.
Pravo na naknadu zarade, odnosno plate za vreme odsustva zbog nege deteta, odnosno posebne nege deteta, za decu različitog reda rođenja, takođe imaju pravo da koriste istovremeno oba roditelja.  

## Visina naknade
Osnovica naknade zarade, odnosno naknade plate, za zaposlene kod poslodavca, predstavlja zbir mesečnih osnovica na koji su plaćeni doprinosi na primanja koja imaju karakter zarade, za poslednjih 18 mesecikoji prethode prvom mesecu otpočinjanja odsustva zbog komplikacija u vezi sa održavanjem trudnoće , ili porodiljskog odsustva, ukoliko nije korišćeno odsustvo zbog komplikacija u vezi sa održavanjem trudnoće. 
Osnovica naknade zarade, odnosno naknade plate za zaposlenog koji je zasnovao radni odnos nakon rođenja deteta , utvrđuje se na isti način kao i za zaposlenog: na osnovu zbira mesečnih osnovica na koji su plaćeni doprinosi na primanja koja imaju karakter zarade, za poslednjih 18 meseci koji prethode mesecu otpočinjanja odsustva po zasnivanju radnog odnosa.  U ovom slučaju se ne postavlja uslov u pogledu minimalne dužine prethodnog staža osiguranja, ali je neophodno da određeni staž osiguranja postoji, kako bi bilo moguće utvrditi osnovicu za obračun naknade. 